# Gilbert Garcera
Gilbert Armea Garcera (ur. 2 lutego 1959 w Magarao) – filipiński duchowny katolicki, arcybiskup Lipy od 2017.

## Życiorys

### Prezbiterat
29 maja 1983 trzymał święcenia kapłańskie i został inkardynowany do archidiecezji Caceres. Po święceniach przez kilka lat pracował jako wikariusz, zaś w latach 1987-2002 był dyrektorem kurialnego wydziału duszpasterskiego. W latach 2003–2005 był asystentem sekretarza generalnego Konferencji Episkopatu Filipin, a w 2004 został krajowym dyrektorem Papieskich Dzieł Misyjnych.

### Episkopat
4 kwietnia 2007 został mianowany biskupem diecezji Daet. Sakry biskupiej udzielił mu 29 czerwca 2007 metropolita Caceres - arcybiskup Leonardo Legaspi.
2 lutego 2017 decyzją papieża Franciszka został arcybiskupem metropolitą Lipy.